# Little Girl
Little Girl – utwór muzyczny niemieckiej piosenkarki Sandry wydany na jej albumie The Long Play w 1985, a następnie jako singel w 1986 roku.
Piosenkę napisali Michael Cretu, Hubert Kemmler, Markus Löhr i Klaus Hirschburger, a wyprodukował ją Cretu. Została wydana jako trzeci i ostatni singel z debiutanckiej płyty Sandry The Long Play na początku 1986 roku. Teledysk do tego utworu wyreżyserował Mike Stiebel, a nakręcono go w Wenecji. Singel nie powtórzył wielkiego sukcesu hitów „(I’ll Never Be) Maria Magdalena” oraz „In the Heat of the Night”, lecz uplasował się w top 5 listy sprzedaży w Grecji, top 10 we Włoszech i top 20 w Niemczech.

## Lista ścieżek
- 7" single

A. „Little Girl” – 3:11
B. „Sisters and Brothers” – 3:23
- 12" single

A. „Little Girl” (Extended Version) – 5:09
B. „Sisters and Brothers” – 3:23

## Notowania
| Lista (1986)                            | Najwyższa pozycja |
| --------------------------------------- | ----------------- |
| Austria (Ö3 Austria Top 40)             | 27                |
| Belgia (Flandria) (Ultratop 50 Singles) | 38                |
| Grecja                                  | 3                 |
| Niemcy (Media Control)                  | 14                |
| Szwajcaria (Singles Top 100)            | 18                |
| Włochy                                  | 9                 |